# 首都高バトルシリーズ
首都高バトル（しゅとこうバトル）は、公道レースをテーマにしたレースゲームのシリーズ。通称「首都バト」。発売元は複数社あるが、開発はシリーズ全作とも「元気」である。峠攻めをテーマとする『街道バトルシリーズ』と並んで同社の2枚看板である。

## 概要
首都高速道路を舞台にライバルとなる走り屋とバトルを繰り広げ、首都高の頂点に立つことを目標としたレースゲームである。キャッチコピーは「勝つためのルールしか守らない」。
首都高をキーワードとするソフト性を意識したマーケット層に合わせ、「ヤングバージョン」など自動車雑誌への広告掲載や、筑波サーキットでのドリフト大会など、趣向を凝らしたイベントも実施された。
日本国外では主に『Tokyo Xtreme Racer』のタイトルで展開されている（発売元によって異なる場合あり）。
シリーズ初期は、カーレーサーの土屋圭市と坂東正明が監修を務めていた。また、最初期のスーパーファミコン版はハードウェアの制限で描画は平面であり、3Dで表現されたフィールドでの公道バトルというスタイルは、シリーズがPlayStationに移行して以降のことである。
Xbox 360用ソフト『首都高バトルX』はXbox Liveに対応しており、ネットワーク対戦が可能である。ただし、対戦相手を検索してゲームをする1vs1の形となっており、本編のようにコースを自由に走行してライバルとバトルをすることはできない。

### 収録コースについて
シリーズ初期は首都高速道路をモチーフとした架空のコースを舞台としていたが、シリーズがドリームキャストに移行すると「首都高完全再現」を謳い、実際の首都高速道路を再現したフィールドが舞台となった。
ドリームキャスト版『首都高バトル』では都心環状線（C1）と八重洲線のみを舞台としていたが、次作の『首都高バトル2』で新環状、湾岸線、羽田線・横羽線、大黒線が追加された。
『首都高バトル01』では横浜環状が追加されたが、八重洲線が削除された。また、同作品のみ首都高以外の他エリアとして名古屋、阪神が収録されている。
『首都高バトルX』では渋谷線、新宿線が追加されたが、湾岸線、羽田線・横羽線、横浜環状が削除された。

### 収録車種について
シリーズ最初期の1990年代前半は、コンピュータゲーム中に実在する自動車を模した車種が登場しても特に契約等は結ばれなかった最後の時代であった。その後、時代の変化でゲームプラットフォームの性能向上により精密なモデリングが可能となったことから、ほとんどのゲームが自動車メーカーと契約の上でブランドマーク等を使用したり、車両データの提供などを受けて利用するのが潮流となった。その際に、理由は諸説存在するが本田技研工業（ホンダ）がいくつかの作品に関して許可を出さず、本シリーズでもPlayStation 2用の『首都高バトル01』以降でホンダ車が削除された。
しかし2016年になり、同様にしてホンダ車が収録されていなかった湾岸ミッドナイト MAXIMUM TUNEシリーズの5DX+のリリースと同時にホンダ・NSXが追加され、後述の『首都高バトルXTREME』でもホンダ車が登場している。

### 近年の動向
『首都高バトルX』を最後に、家庭用ゲーム機でのシリーズ作品は発表されていない。2015年にはgenki公式Twitterアカウントで「首都高バトルを据え置き機で出して欲しい方」に向けたリツイートの呼びかけがあり、同年8月には同社の広報担当者がシリーズ復活について「会社として否定しない」とコメントしていた。ただ同担当者は『首都高バトルX』やモバイルアプリが営業的には失敗に終わったとして、「次は失敗できないと慎重になっている」とも語っている。
2017年初頭、スマートフォンアプリとして『首都高バトルXTREME』がリリースされた。しかし「運営の継続が困難になった」として、リリースから1年足らずの同年11月29日をもってサービスを終了した。
2024年8月19日、元気はGenki Racing Projectブランドの新規タイトルに関するカウントダウンサイトを公開。
同年8月22日16時、カウントダウン終了と同時に『首都高バトルX』から約18年ぶりの新作『首都高バトル』を発表。
2025年1月23日に早期アクセスバージョンがSteamで発売開始された。

### 他機種での展開
現在は、関連会社の元気モバイルからNTTドコモ（iアプリ）、ソフトバンク（S!アプリ）、au（KDDI/沖縄セルラー電話）（EZアプリ (Java)、EZアプリ (BREW)）、ウィルコム向けのアプリが提供中。モバイル版『首都高バトルOnline』はプレイヤー同士が対戦するゲームである。また、2011年よりmobageでも配信されていたが、2012年6月をもって運営が終了した。
このほか、Windowsをプラットフォームとしてプレイヤー同士のネットワーク対戦が可能な『首都高バトルOnline』のパッケージ版が発売され、オンラインサービスが行われたこともあったが、サービスは約2年間の運営の後、現在に至るまで休止状態（事実上の終了）にある。休止の理由は公表されていない。

### ゲーム版『湾岸ミッドナイト』との関連
『湾岸ミッドナイト』関連のゲーム作品（詳細は湾岸ミッドナイト#ゲームおよび湾岸ミッドナイト MAXIMUM TUNEシリーズを参照）のうち、ナムコのアーケードゲームで「無印」等と通称されている「MAXIMUM TUNE以前」の2作（「湾岸ミッドナイト」と「湾岸ミッドナイトR」）、およびその系譜に当たる家庭用ゲーム専用機（ゲームコンソール）のシリーズは、製作が（家庭用は販売も）元気であり、初期には首都高バトルシリーズとほぼ同じゲームシステムでデータ等も多くを流用していると思われるものであった。MAXIMUM TUNEシリーズでは、変わってポリゴンマジックの名がクレジットに入ると同時に、ゲームシステムをはじめモーションエンジンや首都高のマップデータ等も一新されたが、メッセージやライバルマーカー等いくつかの要素にわずかに関連が感じられる。また近年のシリーズ作品（4から？）のスタッフクレジットには「Genki Corporation」の名があることから、何らかの関与があるようだが、公開された情報は確認できていない。

## 一覧
（系列シリーズの作品を含む）

### 据置型家庭用ゲーム機（ゲームコンソール）他
特記がない場合は元気による発売。
スーパーファミコン
- 首都高バトル'94 ドリフトキング 土屋圭市&坂東正明

1994年5月27日にBPSより発売。エグゼクティブプロデューサーは森山健寛。
- 首都高バトル2 ドリフトキング 土屋圭市&坂東正明

1995年2月24日にBPSより発売。
PlayStation
- 首都高バトル DRIFT KING 土屋圭市&坂東正明

1996年5月3日にBPSより発売。
- 首都高バトル外伝 スーパーテクニックチャレンジ

1996年12月20日にメディアクエストより発売。
- 首都高バトルR

1997年4月25日発売。
- イメージガール：水沢かな
- イメージソング：ENDLESS HIGHWAY（エンドレス・ハイウェイ） D/FORCE

セガサターン
- 首都高バトル'97

1997年2月28日にイマジニアより発売。
ドリームキャスト
- 首都高バトル
- イメージソング・Without...　ZIGGY

1999年6月24日発売。
- 首都高バトル2

2000年6月22日発売。
PlayStation 2
- 首都高バトル0

2001年3月15日発売。
- 首都高バトル01

2003年7月24日発売。
Windows
- 首都高バトルOnline

2003年3月1日発売。首都高バトル0をベースとしている。オンラインサービスは2005年9月1日をもって休止されている。
- 首都高バトル

2025年1月23日早期アクセスバージョン発売(Steam)。
PlayStation Portable
- 首都高バトル

2005年4月21日発売。
Xbox 360
- 首都高バトルX（TEN）

2006年7月27日発売。

### フィーチャーフォンアプリ・サービス
特記がない場合は元気モバイル（現・And Joy）による発売・運営。
- NTTドコモ端末
  - 首都高バトルONLINE
  - 首都高バトルNEO
  - 首都高バトルEVOLUTION2
  - 街道バトルCross Action
  - UnderGroundRacing
  - 首都高バトルEVOLUTION PLUS
  - DRAG⇒400
  - 首都高バトルDRAG2
  - 首都高バトルEVOLUTION
- ソフトバンク端末
  - 首都高バトルNEO
  - DRAG⇒400
  - 街道バトル
  - 首都高バトルEVOLUTION
- au（KDDI/沖縄セルラー電話）端末
  - 首都高バトルNEO ※Wi-Fi WIN対応（biblioおよびAQUOS SHOT SH006専用）版を含む
  - 首都高バトルEVOLUTION
- ウィルコム端末
  - 首都高バトルH"
- mobageサービス
  - 首都高バトル ※2012年6月末をもって運営終了

### スマートフォンアプリ・サービス
- （Android ※auとdocomo端末の一部のみ）首都高バトルA、元気モバイル
- （iOS/Android）首都高バトルXTREME、元気（2017年1月26日配信）※2017年11月29日をもってサービス終了

## 主要な登場人物
白いカリスマ（しろいカリスマ）
- 本名：舘 渡（たち わたる）
- 搭乗車種：マツダ・RX-7（FD3S）

『2』から登場するボスキャラクター。彼の名前を聞いた走り屋は誰もが震え上がるほどの伝説的な存在で、通り名にまつわる純白のボディを究極までチューニングし、自作のエアロパーツを装着した怪物マシンを最高速で走らせている。その車を正面から捉えた者は今までいないと噂されるほどである。職業は棋士であり、先行を取られても常に相手の二手先、三手先を読むスタンスで追いつめ、精神力を奪った上で追い越してしまう。
ほとんどの出演作品でストーリー前半のボスを務めていたが、『0』では突如現れた迅帝と勝負を繰り広げるも敗れ、しばらく身を隠していた。その迅帝が主人公に敗れ去ると、瞬く間に首都高の頂点をかっさらった上でストーリー後半のボスとして「十二覇聖」とともに再び姿を現すこととなる。『01』では未登場。
迅帝（じんてい）
- 本名：岩崎 基矢（いわさき もとや）
- 搭乗車種：日産・スカイラインGT-R（BNR34）、スバル・インプレッサWRX（GDB）

『0』から登場するボスキャラクター。「一撃離脱」をモットーにしており、使用するマシンの側面には大きく「壱撃離脱」の文字がマーキングされている。
ある暑い日の夜、突然首都高に現れ、次々と走り屋たちを打ち負かしてあっという間に頂点に登り詰めた。『01』までのプロフィールではその正体や経歴は謎に包まれており、まだ20歳そこそこで免許を取ったばかりの若者だと噂されていたが、『PSP』では27歳の医師であることが明かされている。また、『0』のプロフィールでは十二覇聖の一人・パープルメテオの藤巻直樹と師弟の関係にあり、さらに『PSP』ではSPEED MASTER所属・ブラックエンジェルの岩崎彩子と兄妹であることが判明している。
街道バトルシリーズでも一部作品において登場している。
久遠のポラリス（くおんのポラリス）
- 本名：久遠 ひかる（くどう ひかる）
- 登場車種：日産・スカイラインGT-R（BCNR33）

『2025』から登場するボスキャラクター。まだあどけない印象を残しながら、R33という不釣り合いなハイパワーマシンに乗り、首都環状を1人静かに走っている少女。
極度の人見知りなのか、他の理由があるのか、口数は少なくどこか謎めいた雰囲気を纏っている。走り屋同士のバトルは全くの初めてだったようだが、終始動揺することもなく、芯の強さと走りの才能を垣間見せた。首都環状には頻繁に訪れている模様。
ある走り屋に負けて以来、多くの走り屋にバトルを挑んでいるようで、新世代の走り屋の間で評判が広まりつつある。ドライビングは基本に忠実だが、ブレーキングやステアリング、車両コントロールなど、基礎力が目に見えて向上しており、走り屋らしい動きが身についている。また、PAで“伝説のチューナー”からチューンの手ほどきを受ける姿が目撃されており、短期間で成長を遂げた理由はそこにもあるようだ。
??? / UNKNOWN
- 搭乗車種：日産・フェアレディZ（S30型）、日産・フェアレディZ（Z33型）

『DC』から登場するラスボスキャラクター。
本名、性別、年齢のすべてが謎に包まれた存在で、「首都高に巣食う魔物」「伝説の走り屋の亡霊」など様々な説が唱えられている。
『01』のみ登場せず、代わりにプレイヤーの半透明の分身が「不明」としてラスボスを務めている。
モチーフは漫画『湾岸ミッドナイト』の『悪魔のZ』。

## 用語
SPバトル
「SP（Spirit Point=精神力、体力ゲージにあたる）」を削りあう、最も基本的なバトル形式。両者の距離に差がつくほどSPは速く減り、先にSPが尽きた者の負けとなる。壁や障害物への接触でもSPは減少するが、作品によっては接触によるSP減少を無効にできるものも存在する。
十三鬼将/13DEVILS（じゅうさんきしょう/サーティーンデビルズ）
「0」が初出のボスライバル集団。伝説的走り屋「迅帝」の側近とされる13人の走り屋を敬意と畏怖を込めて呼び表したものである。メンバーは作品によって変動がある。首都高バトルシリーズのほか、同じく元気が製作したKAIDO-峠の伝説-やレーシングバトル -C1 GRAND PRIX-にも登場する。
WANDERER（ワンダラー）
いずれのチームにも属さないライバル。特殊な条件を満たすことでバトル可能となる。条件はライバルによって様々で、曜日や走行距離、車種など多種多様だが、ライバルによっては「一切のチューニングが施されていない車」「日付がぞろ目」など、厳しい条件を課してくる者も存在する。

## タイアップ
- 2015年、当時J2リーグに所属していた東京ヴェルディ・横浜FC・ジェフユナイテッド千葉・大宮アルディージャの4クラブが「首都圏バトル4〜じゃない4の逆襲〜」という合同企画を立ち上げた際、「名称が似ている」というつながりからコラボレーションを行った[3][20]。なお同社によれば、このコラボレーションは「もらい事故のようなもの」だという[3]。
- 2018年には上記企画の続編として、前述4クラブにFC町田ゼルビアを加えた5クラブで「首都圏バトル5 -新たな希望-」が行われることが決定した[21]。前回と同様に宣伝用グラフィック等で当シリーズとコラボレーションが行われることになっている[21]。
- 2023年、バンダイナムコエンターテインメントのソーシャルアプリ『ドリフトスピリッツ』とコラボレーションを行った[22]。